# ГСП Београд
Градско саобраћајно предузеће Београд (ГСП Београд) је јавни превоз у власништву града Београда. Основна делатност ГСП је превоз путника у градском и приградском саобраћају. Основан је 14. октобра 1892. као „Београдска варошка железница” и током свог постојања је пословао под различитим именима: „Дирекција трамваја и осветљења”, „Београдско електрично и саобраћајно предузеће”, „Радна организација градски саобраћај Београд”, а од 21. децембра 1989. послује под садашњим називом.

## Историја
Дана 14. октобра 1892. године у Београду је свечано пуштена у саобраћај новосаграђена трамвајска линија од Калемегдана до Славије, „коњски трамвај”. Био је то почетак функционисања једне значајне градске службе која је имала задатак да јавним градским саобраћајним средствима обавља превоз путника из једног краја града у други. Током последњих деценија 19. века Београд је такорећи одмах после скидања турске заставе са зидина његове тврђаве, почео да се ослобађа физиономије периферне турске вароши и постепено добија обележје савременог европског града. Тек пошто су 1903. године послови око изградње и експлоатације трамвајског саобраћаја и електричног осветљења прешли у руке белгијског капитала — такозваног Белгијског анонимног друштва, убрзана је електрификација трамвајских пруга. Током 1904. године електрични трамваји потиснули су трамваје са коњском запрегом са линија Калемегдан — Славија и Жагубица — Електрична централа, а 1905. године и с последње линије Теразије — Ново гробље. „Коњски трамваји” су, поред обављања функције јавних превозних средстава, били и својеврсна атракција у ондашњем Београду и њихова живописна слика остала је дуго у сећању савременика. Поред електрификације постојећих, Белгијско анонимно друштво изградило је 1896. године нову трамвајску линију: Коларац (данашњи Трг републике) — Ташмајдан. Године 1906. на свим трамвајским линијама саобраћало је укупно 16 моторних трамвајских кола. То су била двоја двоосовинска кола с моторима од 35 и 45 КС. Први тип је назван „Теразијски”, зато што је саобраћао кроз варош, имао је каросерију са удобним „испуњеним” седиштима и наслонима обложеним плетеном морском трском. Други тип кола назван је „Топчидерски” и имао је дрвене клупе. После електрификације трамвајског саобраћаја, трамваји на запрежну вучу служили су дуги низ година као приколице електричних трамвајских кола. Њих је такође било две врсте — с летњом отвореним и зимском затвореном каросеријом. Током 1909. и 1910. године набављено је још 10 моторних кола, па је у Београду радило укупно 26 моторних кола с 12 приколица. Двадесет година после увођења трамвајског саобраћаја и 7 година после електрификације последње линије, у Београду је 1912. године било 8 трамвајских линија, којима су саобраћала просечно дневно 24 трамвајска моторна кола и 12 приколица. Те године превезено је 7,5 милиона путника.

### Између два светска рата
Први светски рат и окупација Београда оставили су у веома тешком стању електричну централу, електричну мрежу, а тиме и градски трамвајски саобраћај. Белгијско анонимно друштво није било у могућности да их брзо поправи и побољша. Зато је ускоро по ослобођењу Београда 1919. године Општина Београда преузела, од поменутог друштва, под своју управу електричну централу и целокупну електричну мрежу, као и возила и постројења трамвајског саобраћаја (због чега је након парнице 1923/24. оглобљена 16 милиона белгијских франака).
Све што је преостало још из предратног времена потпуно је дотрајало. Морало се одмах приступити замени дотрајалих стубова на трамвајској мрежи, замени гвоздене тролне жице бакарном, поправкама и реконструкцији горњег и доњег строја пруга и набавкама модерних трамваја. Општина је израдила програм радова и набавки, који је извршаван у етапама све до 1932. године.
Број становника се веома брзо повећавао. Већ 1921. године Београд са Земуном има око 130.000 становника. Од 1920. до 1924. године старе дотрајале шине у дужини од 6 km замењене су новим. Изграђено је 3 km нових пруга. Крајем 1927. године једно приватно предузеће увело је у Београду редован аутобуски саобраћај, користећи модерне аутобусе са пнеуматским гумама. Превоз путника обављан је, у прво време, на линијама Калемегдан — Савинац и Теразије — Дедиње. Крајем 1932. године Београд је имао 13 трамвајских линија са укупно 65,5 km трамвајских пруга, од чега су 2/3 биле с двоструким, а 1/3 с једноструким колосеком. У току 1931. и 1932. године отворене су нове линије: Кнежев споменик — Дедиње, Славија — Душановац, Теразије — Пашино брдо и линија Смедеревски друм — Цветкова механа — Приштинска улица. Пред сам рат 1941. године, Дирекција трамваја и осветљења располагала је са 87 аутобуса који су обављали превоз путника на 12 аутобуских линија. Радионице Дирекције су биле велики комплекс на шест хектара поред старе електроцентрале.

### 1940—1990.
- 1940. Трамвајски саобраћај се одвијао на 10 линија. Београд је располагао са 104 трамваја, 60 приколица и 87 аутобуса.
- 1941. У бомбардовању Београда је уништено 38 трамваја, 36 приколица и 10 аутобуса.
- 1945. Промењен назив у Одељење за осветљење и саобраћај Извршног одбора града Београда. У Београду су радиле 4 трамвајске и 3 аутобуске линије са укупно 58 возила.
- 1947. Отворена прва тролејбуска линија Калемегдан — Славија
- 1955. У Београду радило 8 трамвајских линија са 162 трамваја, 3 тролејбуске линије са 42 тролејбуса и 14 аутобуских линија са 148 аутобуса.
- 1956. Пуштен је у експлоатацију први тролејбус домаће производње — „Гоша”. Београд и Земун су повезани тролејбуском линијом.
- 1960. Радило 38 линија (7 трамвајских, 6 тролејбуских и 14 аутобуских). Број возила у инвентару био је 467.
- 1961. Набављено 160 аутобуса марке „Лејланд”.
- 1962. Формиран је погон за обављање такси — услуга са 63 возила.
- 1965. Број возила био је 617.
- 1967. У експлоатацији је 55 редовних и 11 уговорених линија.
- 1970. Набављена су 144 нова возила за потребе превоза Београђана. Укупан број возила повећао се на 806.
- 1975. Примењен нови зонски тарифни систем. Број возила: 995.
- 1980. Број возила: 1168. Просечан број возила у саобраћају био је 779.
- 1985. Укупан број возила износио је 1380, а просечан број возила у саобраћају био је, радним даном 779.
- 1989. Заокружен систем јединственог тарифног система, поред Ласте и ГСП-а у систем је укључен и ЖТП Београд и АТП Панчево.

### 1990—2000.
1990-е године су остале упамћене по повлачењу типова возила ГСП-а из саобраћаја чија је производња почела током 1970-их година. Одлуком Скупштине града Београда, ГСП „Београд” је 1990. године постало јавно-комунално предузеће, чији је оснивач град. У периоду 1990—1991. године, ГСП је остварио најбоље резултате. Са укупно 1.393 возила, просечне старости од 4,5 године, на улицама Београда је у шпицу радило око 1.130 возила, превозећи дневно око 2,5 милиона путника. Криза у бившој СФРЈ која је ескалирала у другој половини 1991. године, довела је до увођења економских санкција од стране Савета безбедности УН према СРЈ, и прилива великог броја расељених лица у Београд. Улагања у набавку нових возила, резервних делова и одржавање инфраструктуре било је минимално. Током 1993. године због немогућности континуалног одржавања система јавног превоза, проблема у набавци нафте и ауто-гума, раста цена, социјализације превоза долази до пада броја возила у саобраћају, тако да је на крају године свега 400 возила било у функцији. Поједине линије су укинуте или скраћене. Функција јавног превоза у Београду била је нарушена.
Током 1994. и 1995. године ГСП успева да подигне ниво превоза, ревитализацијом возног парка на просечно 909 возила радним даном.
Почетком 1998. године у јавни превоз су укључени приватни превозници. У односу на претходну годину, у саобраћају је 127 возила мање, уз тенденцију даљег пада. Престао је да важи јединствени тарифни систем и прешло се на наплату карата у возилима од стране кондуктера. Након почетка напада снага НАТО земаља на СРЈ 24. марта 1999. године, ГСП „Београд” је прешао на рад у ратним условима, што је значило укидање или скраћење великог броја линија. Прешло се на опслуживање по главним саобраћајним коридорима. У периоду након агресије проблем недостатка возила у саобраћају и даље је остао присутан, тако да је током године у саобраћају просечно било свега 428 возила. Неповољна ситуација настављена је и у 2000. години. Застарео возни парк, ниска техничка исправност возила, недостатак резервних делова, честе редукције саобраћаја због недостатка горива су само део проблема који су довели до увођења ванредних мера од стране Републичке Владе. После увођења ванредних мера набављено је 15 тролејбуса и потписан је уговор о набавци нових аутобуса са фабриком Икарбус. Значајне промене су се десиле после октобарских дешавања 2000. године, када се нова градска Влада определила за ревитализацију ГСП-а, као носиоца система јавног превоза у Београду. Циљ који је постављен пред ГСП „Београд” је да се достигне ниво рада предузећа са почетка деведесетих. До краја године успостављене су готово све линије које су биле у време рата укинуте или скраћене. Пристигао је 61 аутобус из Икарбуса а захваљујући Владама: Чешке Републике, Аустрије, Јапана, Грчке, Немачке, Словеније и Италије у виду донација пристигао је 71 аутобус. Данас је ГСП модерна фирма са просечном старошћу возила 4 године. Такође уведен је и интегрисан тарифни систем у који су ушли и приватни превозници.

### 2011—2012.
2011. године је ГСП „Београд” почео са набавом новог трамваја урбос 3 шпанског произвођача ЦАФ. До краја 2012. године је планирано да се набаве 30 трамваја овога модела који је од многих Београђана добио назив „шпанац”.
Од 1. фебруара 2012. године почиње са радом „БусПлус” савремени електронски систем за управљање возилима и карте за превоз у јавном превозу.
 2022-2025
Октобра 2024. године градоначелник града Београда Александар Шапић даје изјаву за медије да ће возила ГСП Београд убудуће бити плаве уместо дотадашње црвене боје. Плава ГСП Београд возила почињу све чешће да се примећују на улицама Београда.
У децембру 2024. године градоначелник града Београда Александар Шапић најављује да ће услуге градског превоза бити бесплатне.
1. јануара 2025. услуге Градског Саобраћајног Предузећа Београд постају бесплатне за све кориснике, а систем за контролу карата одлази у историју.